# Cnicothamnus
Cnicothamnus là một chi thực vật có hoa trong họ Cúc (Asteraceae).

## Loài
Chi Cnicothamnus gồm các loài: